# Ravinia (South Dakota)
Ravinia is een plaats (town) in de Amerikaanse staat South Dakota, en valt bestuurlijk gezien onder Charles Mix County.

## Demografie
Bij de volkstelling in 2000 werd het aantal inwoners vastgesteld op 79.
In 2006 is het aantal inwoners door het United States Census Bureau geschat op eveneens 79.

## Geografie
Volgens het United States Census Bureau beslaat de plaats een oppervlakte van
0,6 km², geheel bestaande uit land. Ravinia ligt op ongeveer 457 m boven zeeniveau.

## Plaatsen in de nabije omgeving
De onderstaande figuur toont nabijgelegen plaatsen in een straal van 24 km rond Ravinia.